# Две куле
Две куле (енгл. The Two Towers) је друга књига трилогије Господар прстенова Џ. Р. Р. Толкинa. Надовезује се на први део Дружина прстена и претходи Повратку краља. Подељена је на III и IV део.

## Синопсис

### део: Издаја Изенгарда
Након напада Јурук–хаиа, до сада непознатих Орка, Боромир гине у покајању, спасавајући Веселог и Пипина. Након његове сахране и распада дружине, Арагорн, Леголас и Гимли одлучују да започну потрагу за Веселим и Пипином, које су отели Јурук–Хаи. На том путу улазе у земљу Рохан и тамо срећу Рохириме, на челу са Јомером. Они их обавештавају да су скоро имали битку са Јурук–Хаиа и да нико није преживео. Међутим, Хобити су успели да избегну битку и побегну у зачарану шуму Фангорн. Уз помоћ својих ловачких способности, Арагорн то открије и дружина улази у шуму. У међувремену, Хобити упознају Енте и Дрвобрадог, који одлучује да сазове савет Ента. Остатак Дружине стрепи од Сарумана, а уместо њега срећу Гандалфа, који је васкрсао и постао Гандалф Бели. Заједно, они јашу ка Едорасу, главном граду Рохана. Тамо срећу краља Теодена, који је потпуно обмањен чинима Гриме Црвјезика, слуге Сарумановог. Гандалф отклања таму са његовог срца и он поново постаје узвишен краљ. Грима је отеран, а одлучено ја да сви способни војници под вођством Теодена одјашу за Хелмов Понор, где ће се сукобити са Саруманом, а жене, старци и деца оду за Дунхароу, вођени од стране храбре Леди Јовајне, Јомерове сестре. Она се овде први пут заљубљује у Арагорна. Гандалф је отишао да би прикупио још војске, а битка почиње. Орци бивају побеђени уз велике напоре и губитке, а Гандалф се појављује са ратницима у зору петог дана од његовог одласка. Један део војске одлази да обавести о Теоденовој победи и позеве све способне мушкарце да доћу у Едорас на савет. Теоден заједно са другим остатком јаше за Изенгард. Тамо налазе да је он потпуно срушен од стране Ента и проналазе Веселог и Пипина. Саруман излази на терасу Ортанка, мрачне куле, и Гандалф му слама палицу. Грима кроз прозор баца Вид–камен, Палантир, и остаје заточен у кули са својим господаром. Пипин од огромне радозналости погледа у Палантир и види Непријатеља, алу му не каже ништа. Након тога, Гандалф хитно јаше на Сенку, заједно са Пипином, ка Минас Тириту.

### део: Пут у Мордор
За све ово време, главни јунак, Фродо, заједно са Семом Гемџијемом наставља свој пут ка Планини Усуда да уништи Јединствени прстен . Убрзо, они се упознају са Голумом, Смеаголом, бившим носиоцем Прстена, кога је Прстен терорисао и унаказио, због чега стално понавља реч Прекрасни, и који их напада из заседе. Фродо се сети Гандалфових речи и не убија Голума, упркос Семовим наговорима, већ га пушта да их води до Мрачне Земље — Мордор. Они прелазе Мртве баруштине, и када закључе да је Црна капија затворена, Голум их води другом, опаснијом страном. На том делу пута срећу Фарамира, Боромировог брата и заповедника Минас Тирита, и његову чету у борби са Харадримима, злим људима са југа и Мумакилима, Олифантима. Након ове борбе, Фарамир зароби хобите, али не и Голума. Одводи их до Прозора сунчевог заласка, Хенет Ануна, и мада под великом сумњом на почетку, он схвата Фродов терет и пушта га, као и Голума, кога је успео ухватити. Пре растанка, он га упозорава да не треба ићи тим путем. Они настављају, и долазе до Минас Моргула, једног од најопаснијих и најмрачнији места места, где виде армију Орка, предвођених Црним Јахачима, што показује да је рат за Прстен почео. Затим се пењу степеништем Кирит Унгола и долазе до великог тунела, где их Голум напусти. Семове сумње у вези са Голумом се обистињују и они налећу на Шелобу — чудовиште налик огромном пауку. Након прве борбе, Фродо је успе отерати уз помоћ Звезданог стакла, али она се враћа и обмота Фрода у мрежу, док се Голум бори са Семон. Након што Голум побегне, Сем скоро па убија Шелобу и оплакује свог господара. Након што одлучи сам наставити путовање, набаса на две групе Орка и открива да Фродо није мртав. Орци односе Фрода у Кулу Кирит Унгола, а Сем креће за њима.

## Главни ликови
- Фродо Багинс, хобит из Округа, носилац прстена
- Гандалф, добри чаробњак
- Сем Гемџи, баштован Багинса, прати Фрода на његовом путу у Мордор
- Арагорн, краљ Гондора и Арнора
- Голум или Смеагол, некада био Хобит, посједовао је прстен скоро 500 година, због чега је постао зао
- Гимли, Глоинов син, патуљак
- Леголас, принц вилењака из Мрке шуме, син краља Трандуила
- Мерјадок Весели Брендибак, Хобит из Округа, Пипиноб најбољи пријатељ
- Перегрин „Пипин” Тук, Хобит из Округа
- Саруман, зао чаробњак који жели једини прстен за себе
- Саурон, мрачни господар, из рода Мајара. Помогао Вилењацима да искују Прстене моћи, а у тајности исковао још један прстен за себе којим би управљао народима Средње земље преко осталих прстена моћи
- Назгули, некада краљеви Људи, под утицајем девет прстенова постали утваре